# Pelea capreolus
El antílope cabrío o caprino (Pelea capreolus) es una especie de mamífero artiodáctilo de la subfamilia Reduncinae. Es un antílope propio del África austral, encontrándose en Sudáfrica, Suazilandia, Lesoto y posiblemente en Botsuana.
El nombre neerlandés de este animal (reebok, cuyo significado es "corzo macho") fue el inspirador de la marca de indumentaria deportiva Reebok, así como el animal mismo para su logo.